# Star Wars Jedi: Fallen Order
Star Wars Jedi: Fallen Order è un videogioco action-adventure del 2019, della saga di Guerre stellari, sviluppato da Respawn Entertainment e pubblicato da Electronic Arts per PlayStation 4, Xbox One e Windows; è stato commercializzato in tutto il mondo a partire dal 15 novembre 2019.
Il gioco, ambientato tra gli eventi de La vendetta dei Sith e Rogue One, narra la storia di un padawan jedi di nome Cal Kestis in fuga dall'Impero Galattico.

## Trama
Cinque anni dopo l'Epurazione e l'ascesa dell'Impero Galattico, l'ex-Padawan Jedi Cal Kestis si nasconde sul pianeta Bracca, dove lavora come rottamatore smontando navi delle Guerre dei cloni e nascondendo le sue abilità nella Forza. Dopo che viene ripreso da un droide Sonda Imperiale mentre utilizzava la Forza per salvare il suo amico Prauf, due Inquisitori noti come la Seconda Sorella e la Nona Sorella vengono inviati ad indagare sul pianeta. Quando Prauf viene ucciso dalla Seconda Sorella per aver parlato male dell'Impero apertamente, Cal si dà alla fuga, affrontando brevemente l'Inquisitore in un duello per poi venire salvato dall'ex-Cavaliere Jedi Cere Junda e dal suo collega, il pilota Greez Dritus, a bordo della loro nave, la Mantis.
Cere porta Cal sul pianeta Bogano nella speranza che riesca ad accedere ad un'antica cripta. Lungo la strada, Cal incontra e fa amicizia con un piccolo droide da esplorazione chiamato BD-1, che gli mostra un messaggio registrato dal Maestro Jedi Eno Cordova, il quale gli rivela che la cripta venne costruita dall'antica civiltà degli Zeffo e che al suo interno è stato nascosto dallo stesso Cordova un Olocron Jedi contenente la lista di tutti i bambini sensibili alla Forza presenti nella Galassia. Cere crede che questa lista possa essere utilizzata per ricostruire l'Ordine Jedi, ma l'unico modo per accedere alla cripta è seguire il cammino di Cordova. Cal si dirige quindi sul pianeta natale degli Zeffo ed esplora un antico tempio, venendo indirizzato da un'altra registrazione verso un vecchio amico di Cordova, il capo tribù Wookiee Tarfful. Sul pianeta natale dei Wookiee, Kashyyyk, Cal incontra il noto ribelle estremista Saw Gerrera, che aiuta a liberare numerosi Wookiee schiavizzati dall'Impero.
Non riuscendo a trovare Tarfful, Cal ritorna su Zeffo per scoprire più informazioni sulla cripta ma viene sorpreso dalla Seconda Sorella, che si rivela essere Trilla Suduri, l'ex-Padawan di Cere. Spiega di essere stata catturata dall'Impero dopo che Cere comunicò loro la sua posizione sotto tortura ed avverte Cal che presto la sua maestra tradirà anche lui dopo aver trovato l'Olocron. Alla fine, Cal scopre che per accedere alla cripta è necessario un artefatto Zeffo noto come Astrium, per poi venire catturato da un cacciatore di taglie degli Haxion ed obbligato a combattere in un'arena al cospetto di Sorc Tormo, capo degli Haxion e con il quale Greez è indebitato. Dopo essere stato salvato da Cere e Greez, Cal ritorna su Kashyyyk per incontrarsi con Tarfful, che gli consiglia di indagare in cima all'Albero delle Origini. In cima all'albero, trova un'altra registrazione di Cordova, grazie alla quale scopre che è possibile recuperare un Astrium dalla tomba Zeffo sul pianeta Dathomir. Viene successivamente attaccato dalla Nona Sorella, che riesce a sconfiggere dopo un duello.
Su Dathomir, la ricerca di Cal è costantemente intralciata dalla Sorella della Notte Merrin, che accusa i Jedi di aver massacrato le sue sorelle durante le Guerre dei Cloni (sterminio portato invece dal Generale Grievous) e tenta di fermarlo scatenandogli contro un esercito di non-morti. Dopo aver avuto una visione del suo ex-maestro Jaro Tapal mentre si sacrifica per lui durante l'Ordine 66, il cristallo kyber della spada laser viene distrutto. Incontra poi l'ex-Maestro Jedi Taron Malicos, schiantatosi su Dathomir durante l'Epurazione e che ha cercato da allora di imparare la magia delle Sorelle della Notte, impazzendo e cedendo al Lato Oscuro della Forza. Cal rifiuta l'offerta di Malicos di unirsi a lui e si dà alla fuga mentre Merrin attacca entrambi. A bordo della Mantis, Cere ammette di essersi tagliata fuori dalla Forza dopo aver momentaneamente ceduto al Lato Oscuro dopo aver scoperto che Trilla era diventata un Inquisitore. Dopo aver fatto tappa su Ilum per ricostruire la propria spada laser, Cal ritorna su Dathomir, dove recupera l'Astrium e riesce a superare i suoi sensi di colpa per la morte del suo maestro. Sconfigge poi Malicos con l'aiuto di Merrin, la quale accetta di unirsi all'equipaggio della Mantis.
Su Bogano, Cal accede alla cripta ma viene attaccato da Trilla, che gli ruba l'Olocron. Dopo che Cere riassume il suo stato di Jedi e nomina Cal ufficialmente Cavaliere Jedi, i due si infiltrano nella Fortezza dell'Inquisitorio su Nur, luna di Mustafar. Dopo essersi fatto strada nella fortezza, Cal affronta e sconfigge Trilla, recuperando l'Olocron. Cere riesce poi finalmente a riconciliarsi con Trilla ma, proprio quando questa sembra stare ritornando al Lato Chiaro, si scopre che l'assalto alla fortezza ha attirato l'attenzione di Dart Fener, il quale sopraggiunge ed uccide Trilla. Incapaci di sconfiggere il leggendario Signore Oscuro dei Sith, Cal e Cere gli sfuggono a malapena grazie all'aiuto di BD-1 e Merrin. Sulla Mantis, Cal si rende conto che radunare tutti i bambini renderebbe solamente più semplice per l'Impero trovarli e decide di distruggere l'Olocron, scegliendo di lasciare che quei bambini scoprano da soli il loro destino. Con la missione completata, il gruppo si prepara ad organizzare un nuovo viaggio.

## Personaggi

### Principali
- Cal Kestis: Il protagonista del gioco, un ex-Padawan Jedi in fuga dall'Impero dopo essere sopravvissuto all'Epurazione. Doppiato in lingua originale da Cameron Monaghan ed in italiano da Manuel Meli.
- BD-1: piccolo droide da esplorazione bipede un tempo appartenuto al maestro Cordova che Cal incontra su Bogano all'inizio del gioco. Da lì in avanti, sarà una presenza fissa ed aiuterà il giovane Jedi in vari modi, come scansionando i nemici, sbloccando porte chiuse o attivando qualcuna delle vecchie registrazioni di Cordova criptata nella sua memoria.
- Maestra Cere Junda: ex-Jedi con un oscuro passato che cerca di guidare Cal lungo il sentiero del Lato Chiaro della Forza, ha tagliato i suoi legami con la forza dopo aver tradito Trilla. Doppiata da Patrizia Burul.
- Greez Dritus: pilota dell'astronave Mantis, è un Lateron appassionato di cibo. Doppiato da Luigi Ferraro.
- Generale Saw Gerrera: un comandante di un gruppo ribelle estremista denominato "I Partigiani", operativo prima della formazione dell'Alleanza Ribelle. Doppiato da Roberto Stocchi.
- Seconda Sorella Trilla Suduri: antagonista principale del gioco, è un'Inquisitrice d'élite, appartenente a un ordine di combattenti sensibile alla Forza riunito dall'Imperatore Palpatine in persona allo scopo di trovare e sterminare i pochi Jedi sopravvissuti. Si convertì al lato oscuro quando iniziò ad odiare Cere, dopo che quest'ultima, catturata e torturata, la tradì e consegnò all'Impero. Morirà uccisa da Fener. Doppiata da Ughetta d'Onorascenzo.
- Nona Sorella Masana Tide: è una possente Dowutin, e un'Inquisitrice d'élite. A differenza della Seconda Sorella, non considera Cal una minaccia e, anzi, ritiene che il giovane non valga il suo tempo. Doppiata da Anna Cugini.
- Maestro Eno Cordova: Maestro Jedi di Cere, ma anche gran avventuriero ed esploratore, incuriosito specialmente dal pianeta Zeffo e la sua civiltà estinta. Doppiato da Antonio Palumbo.
- Maestro Jaro Tapal: Maestro Jedi Lasat di Cal Kestis, si sacrificò per salvarlo durante l'Ordine 66, dove gli diede l'altra metà della sua spada laser cinque anni prima degli eventi del gioco. Riappare in seguito come visione a Cal su Dathomir, in quanto la sua morte lo ha segnato profondamente. Doppiato da Achille D'Aniello.
- Sorella Merrin Amarth: una delle poche Sorelle della Notte sopravvissute. Odia profondamente i Jedi in quanto li ritiene responsabili del massacro delle sue sorelle. Dopo che Cal gli spiegherà l'equivoco, si unirà a lui per sconfiggere Malicos e si unirà all'equipaggio della Mantis su invito dello stesso Cal, del quale sembra essere attratta sentimentalmente. Doppiata da Giorgia Brasini.
- Taron Malicos: Jedi Oscuro che offre a Cal di insegnargli il suo potere oscuro. Sopravvissuto all'epurazione, atterrò su Dathomir dove, in cambio della rivelazione dei segreti delle Sorelle della Notte, promise a Merrin la vendetta sui Jedi. Alla fine morirà ucciso dalla stessa Merrin. Doppiato da Alessandro Budroni.
- Dart Fener: Signore Oscuro dei Sith, superiore della Seconda Sorella e nemesi finale del gioco. Doppiato da Luca Biagini.

### Secondari
Nel gioco appaiono inoltre due personaggi molto importanti dei film, nonostante solo per pochi secondi:
- Maestro Obi-Wan Kenobi: uno dei pochi Jedi sopravvissuti all'Epurazione e maestro di Anakin/Dart Fener: la sua voce si può sentire per qualche secondo in un messaggio nell'Olocron di Cere. Doppiato da Francesco Bulckaen.
- Imperatore Palpatine: Signore Oscuro dei Sith e capo dell'Impero Galattico: compare per un secondo dopo che uno dei cloni al servizio di Tapal apprende da un ologramma la pubblicazione dell'Ordine 66. Doppiato da Francesco Vairano.

## Doppiaggio
| Personaggio                   | Doppiatore originale | Doppiatore italiano   |
| ----------------------------- | -------------------- | --------------------- |
| Cal Kestis                    | Cameron Monaghan     | Manuel Meli           |
| Prauf                         | J. B. Blanc          | Domenico Strati       |
| BD-1                          | Ben Burtt            |                       |
| Cere Junda                    | Debra Wilson         | Patrizia Burul        |
| Greez Dritus                  | Daniel Roebuck       | Luigi Ferraro         |
| Saw Gerrera                   | Forest Whitaker      | Roberto Stocchi       |
| Seconda Sorella/Trilla Suduri | Elizabeth Grullon    | Ughetta d'Onorascenzo |
| Nona Sorella                  | Misty Lee            | Anna Cugini           |
| Eno Cordova                   | Tony Amendola        | Antonio Palumbo       |
| Jaro Tapal                    | Travis Willingham    | Achille D'Aniello     |
| Merrin Amarth                 | Tina Ivlev           | Giorgia Brasini       |
| Taron Malicos                 | Liam McIntyre        | Alessandro Budroni    |
| Dart Fener                    | Scott Lawrence       | Luca Biagini          |
| Obi-Wan Kenobi                | James Arnold Taylor  | Francesco Bulckaen    |
| Imperatore Palpatine          | Sam Witwer           | Francesco Vairano     |
| K-2SO                         | Alan Tudyk           | Stella Gasparri       |

## Modalità di gioco
Il gioco è visto in terza persona e i giocatori controllano esclusivamente Cal. Egli combatte solamente con la sua spada laser, solamente in determinate missioni è possibile utilizzare determinate armi temporaneamente. Lo stile di gioco è un mix tra i Metrodvania, Soulslike, gli Open-World con una serie di puzzle da risolvere. Nel corso dell'avventura è possibile viaggiare a bordo dell'astronave Mantis e visitare determinati pianeti ed esplorarli liberamente, tuttavia alcune zone potranno essere sbloccate solamente acquisendo un'abilità della Forza che si sblocca man mano che si prosegue con la trama.
Cal possiede un albero delle abilità che potrà sbloccare utilizzando dei punti abilità che otterrà man mano che sconfiggerà i nemici. Per accedere all'albero deve entrare nel cerchio della meditazione dove potrà rigenerare la salute e riposare.
Cal come arma possiede una spada laser che potrà modificare nel corso dell'avventura recuperando determinati pezzi che troverà BD-1 nelle casse. Potrà modificare l'elsa, il materiale e perfino il colore della spada laser. Inoltre si potrà trasformare la spada laser a doppia lama come Darth Maul. BD-1, il droide che lo accompagnerà sempre, gli mostrerà le zone della mappa e sbloccherà determinati passaggi se lo si potenzia. I pianeti esplorabili presenti del gioco sono Bogano, Zeffo, Dathomir, Kashyyk e Illum.
Man mano che si avanza con la trama, Cal sbloccherà poteri della Forza che gli consentiranno di correre sui muri, effettuare il doppio salto, rallentare o attrarre a sé oggetti e nemici e scagliare onde d'urto.
Nel gioco man mano che si esploreranno i pianeti, BD-1 scansionerà determinate zone dove troverà dei testi che approfondiscono la zona circostante, inoltre troverà dei semi che si potrà piantare nella Mantis. Cal possiede un bestiario dove verranno annotati tutti i generi di nemici che si sconfiggeranno.

## Sviluppo
Il gioco è stato creato con Unreal Engine 4. L'ispirazione per il disegno è arrivata da The Legend of Zelda: The Wind Waker e dalla serie Dark Souls, Asmussen ha dichiarato che l'obiettivo della squadra del game design includeva creare un sistema di combattimento profondo e incorporare aspetti del modello di una mappa di un Metroidvania.
La Disney ha vietato di usare eccessiva violenza sugli umani nei combattimenti nel gioco.

## Promozione
Il primo trailer cinematico è stato mostrato alla Star Wars Celebration di Chicago, il 13 aprile 2019.
Il trailer con parti di gameplay è stato mostrato alla conferenza E3 di Los Angeles, il 10 giugno 2019.

## Accoglienza
| Testata                          | Versione | Giudizio |
| -------------------------------- | -------- | -------- |
| Metacritic (media al 01-06-2022) | PC       | 81/100   |
| Metacritic (media al 01-06-2022) | PS4      | 79/100   |
| Metacritic (media al 01-06-2022) | XONE     | 81/100   |
| OpenCritic (media al 01-06-2022) | varie    | 83/100   |
| Everyeye.it                      | PS4      | 8.3/10   |
| IGN.it                           | nd       | 8.2/10   |
| Multplayer.it                    | PC       | 8.8/10   |
| SpaceNerd.it                     | nd       | 7.4/10   |
| Game Informer                    | XONE     | 8.75/10  |
| GameSpot                         | PS4      | 8/10     |
| GamesRadar+                      | nd       | [ 19 ]   |
| Giant Bomb                       | nd       | [ 20 ]   |

Star Wars Jedi: Fallen Order ha ricevuto un'accoglienza "generalmente favorevole", stando alle recensioni aggregate su Metacritic. Dan Stapleton di IGN lo ha votato con un 9/10, dichiarando: "Star Wars Jedi: Fallen Order ricompensa tanto del tempo perduto con una fantastica avventura dinamica a giocatore singolo che segna il ritorno di un Jedi giocabile."

### Vendite
La versione PlayStation 4 di Star Wars Jedi: Fallen Order ha venduto esattamente 26 761 copie nella prima settimana d'uscita in Giappone, ponendosi al quinto posto nelle classifiche di vendite settimanali. Nel Regno Unito, è stato il secondo videogioco più venduto nella sua settimana d'esordio, con il 66% di vendite per la versione PlayStation 4 e il restante 34% per quella Xbox One. È stato anche il videogioco più venduto del 2019.
Electronic Arts ha confermato Star Wars Jedi: Fallen Order è stato il gioco a tema Guerre stellari più venduto in formato digitale nelle sue prime due settimane d'uscita. Il gioco ha venduto oltre 8 milioni di copie in tutto il mondo, eccedendo le aspettative della EA.

### Premi
| Anno | Premio                            | Categoria                                                      | Esito           | Nota          |
| ---- | --------------------------------- | -------------------------------------------------------------- | --------------- | ------------- |
| 2019 | Game Critics Awards               | Best of Show                                                   | Candidato/a     | [ 27 ]        |
| 2019 | Game Critics Awards               | Best Console Game                                              | Candidato/a     | [ 27 ]        |
| 2019 | Game Critics Awards               | Best Action/Adventure Game                                     | Candidato/a     | [ 27 ]        |
| 2019 | Titanium Awards                   | Game of the Year                                               | Vincitore/trice | [ 28 ] [ 29 ] |
| 2019 | Titanium Awards                   | Best Game Design                                               | Vincitore/trice | [ 28 ] [ 29 ] |
| 2019 | Titanium Awards                   | Best Adventure Game                                            | Vincitore/trice | [ 28 ] [ 29 ] |
| 2020 | New York Game Awards              | Great White Way Award for Best Acting in a Game (Debra Wilson) | Candidato/a     | [ 30 ]        |
| 2020 | Guild of Music Supervisors Awards | Best Music Supervision in a Video Game                         | Candidato/a     | [ 31 ]        |
| 2020 | 23rd Annual D.I.C.E. Awards       | Outstanding Achievement in Character (Greez)                   | Candidato/a     | [ 32 ] [ 33 ] |
| 2020 | 23rd Annual D.I.C.E. Awards       | Adventure Game of the Year                                     | Vincitore/trice | [ 32 ] [ 33 ] |
| 2020 | NAVGTR Awards                     | Art Direction, Fantasy                                         | Candidato/a     | [ 34 ] [ 35 ] |
| 2020 | NAVGTR Awards                     | Direction in a Game Cinema                                     | Candidato/a     | [ 34 ] [ 35 ] |
| 2020 | NAVGTR Awards                     | Game, Franchise Action                                         | Vincitore/trice | [ 34 ] [ 35 ] |
| 2020 | NAVGTR Awards                     | Performance in a Drama, Lead (Cameron Monaghan)                | Candidato/a     | [ 34 ] [ 35 ] |
| 2020 | NAVGTR Awards                     | Performance in a Drama, Supporting (Debra Wilson)              | Candidato/a     | [ 34 ] [ 35 ] |
| 2020 | NAVGTR Awards                     | Sound Editing in a Game Cinema                                 | Candidato/a     | [ 34 ] [ 35 ] |
| 2020 | NAVGTR Awards                     | Sound Effects                                                  | Vincitore/trice | [ 34 ] [ 35 ] |
| 2020 | Pégases Awards 2020               | Best International Game                                        | Candidato/a     | [ 36 ]        |
| 2020 | 16th British Academy Games Awards | Audio Achievement                                              | Candidato/a     | [ 37 ]        |
| 2020 | 16th British Academy Games Awards | Narrative                                                      | Candidato/a     | [ 37 ]        |
| 2020 | 18th Annual G.A.N.G. Awards       | Audio of the Year                                              | Candidato/a     | [ 38 ] [ 39 ] |
| 2020 | 18th Annual G.A.N.G. Awards       | Music of the Year                                              | Vincitore/trice | [ 38 ] [ 39 ] |
| 2020 | 18th Annual G.A.N.G. Awards       | Sound Design of the Year                                       | Candidato/a     | [ 38 ] [ 39 ] |
| 2020 | 18th Annual G.A.N.G. Awards       | Best Cinematic Cutscene Audio                                  | Candidato/a     | [ 38 ] [ 39 ] |
| 2020 | 18th Annual G.A.N.G. Awards       | Best Dialogue                                                  | Candidato/a     | [ 38 ] [ 39 ] |
| 2020 | 18th Annual G.A.N.G. Awards       | Best Original Instrumental                                     | Candidato/a     | [ 38 ] [ 39 ] |
| 2020 | 18th Annual G.A.N.G. Awards       | Best Original Choral Composition ("Cordova's Theme")           | Vincitore/trice | [ 38 ] [ 39 ] |
| 2020 | 18th Annual G.A.N.G. Awards       | Best Audio Mix                                                 | Candidato/a     | [ 38 ] [ 39 ] |
| 2020 | ASCAP Composers' Choice Awards    | Video Game Score of the Year                                   | Vincitore/trice | [ 40 ] [ 41 ] |

## Sequel
Nel gennaio 2022 Respawn ha confermato lo sviluppo del sequel di Jedi: Fallen Order, con Stig Asmussen nuovamente come direttore. Il 27 maggio seguente, durante la Star Wars Celebration, è stato annunciato Star Wars Jedi: Survivor, ambientato cinque anni dopo gli eventi di Fallen Order, uscito il 28 aprile 2023 per Microsoft Windows, PlayStation 5 e Xbox Series X/S.